# Segador (Marvel Comics)
El Segador (Eric Williams) (inglés: Grim Reaper) es un personaje ficticio, un supervillano que aparece en los cómics estadounidenses publicados por Marvel Comics; es el hermanastro y enemigo del Hombre Maravilla. Apareció por primera vez en The Avengers #52 (mayo de 1968), creado por Roy Thomas y John Buscema.
El Segador aparecerá haciendo su debut en la producción de Disney + del Universo Cinematográfico de Marvel para Wonder Man (2025), interpretado por Demetrius Grosse y será el villano de su hermanastro.

## Historial de publicación
Apareció por primera vez en Los Vengadores #52 mayo (1968), por Roy Thomas y John Buscema. Ha sido asesinado muchas veces, representado en Web of Spider-Man #46, Dark Reign: Lethal Legion #2, Chaos War: Avengers #3, y Uncanny Avengers #5 y #21, y Vision Vol. 3, #1.

## Biografía del personaje ficticio
Eric Williams, el hermano de Simon Williams (también conocido como Hombre Maravilla), nació en Paterson, Nueva Jersey. Eric fue siempre la oveja negra de la familia. Su madre le decía que había «nacido mal», mientras apilaba afecto en Simon. El padre de Eric fue acusado de disciplinarlo, pero era abusivo e indiferente. Incluso prefería ver la televisión perezosamente, mientras que Eric estaba torturando al gato de la familia. Al mismo tiempo, su madre Martha era cariñosa y atenta con Simon, volviendo a Eric amargado y celoso.
Un día Eric estaba jugando con productos químicos en el garaje, y causó un incendio que quemó su casa. Simon se sintió culpable por no detener a Eric, y decidió ser responsable de Eric a partir de ahí. A medida que crecían, Simon creció estudioso mientras que Eric era un atleta. Eric también se volvió más rebelde, y trató de hacer que Simon se uniera a él en sus pequeños robos. Finalmente, Eric se convirtió en un apostador y se unió a La Maggia y se mudó a Las Vegas. Mientras tanto, Simon se hizo cargo del negocio familiar, Innovaciones Williams.
Cuando Williams Innovations comenzó a fallar en parte debido a la competencia con Industrias Stark, el desesperado Simon recurrió a los lazos de la mafia de Eric en busca de ayuda. Simon malversó dinero de la compañía para invertir con Eric, pero Simon fue capturado y encarcelado. Simon fue liberado de la cárcel por Heinrich Zemo, inducido por una oferta de venganza contra El Hombre de Hierro y Los Vengadores, a la que el hermano de Eric se transformó en Hombre Maravilla. Al enterarse de la muerte de su hermano, Eric estaba inflamado de culpa y enojo. A través de sus contactos de Maggia, contactó al Chapucero para proporcionarle su arma de guadaña, que fue mejorada por Ultron, con habilidades inductoras de coma. Tomando el nombre del «Segador», se convirtió en un criminal profesional y derrotó a Ojo de Halcón, Goliat, y la Avispa, colocándolos en coma, pero fue derrotado por la sorpresiva aparición de la Pantera Negra.
En su siguiente aparición, el Segador se enfrentó a Los Vengadores con su Legión Letal compuesta del Láser Viviente, Power Man, el Hombre Mono, y el Espadachín. Primero envió al Hombre Mono contra ellos, que capturó a Pantera Negra. Permitió a la Pantera Negra escapar para poder contactar con Los Vengadores para que pudieran ser atraídos a la ubicación de los miembros de la Legión, antes de capturar a la Pantera de nuevo. Él los capturó casi a todos, colocándolos en un reloj de arena lleno de un gas letal, y envió a Power Man tras Visión. La Visión derrotó a Power Man, disfrazándose de Power Man y Power Man como él mismo. La Legión fue derrotada cuando el Segador se vio incapaz de acabar con la Visión, habiendo descubierto que poseía los patrones de ondas cerebrales de Simon. Él lanzó a «la Visión» al romper el reloj de arena, es decir que Los Vengadores fueron liberados y derrotaron a la Legión.
El Segador después se alió con el Fantasma del Espacio y HYDRA. Él planeó transferir la mente de la Visión al cuerpo del Hombre Maravilla, de esta forma «resucitando» a su hermano. Se enfrentó de nuevo a los Vengadores y fue derrotado.
Detrás de las escenas, el Segador más tarde ordenó a la Garra Negra que resucitara al Hombre Maravilla como un zombi para atacar a Los Vengadores. El Hombre Maravilla fue restaurado a la verdadera vida, como resultado. El Segador luego capturó a Los Vengadores, y organizó una prueba para determinar si la Visión o el Hombre Maravilla era su verdadero hermano. Fue derrotado por el Hombre Maravilla.
Más tarde, el Segador intentó matar tanto a la Visión como al Hombre Maravilla, pero fue derrotado por la Visión.
Más tarde, el Segador con Ultrón, Nekra, y otros aliados, capturaron a Los Vengadores. El Segador intentó una recreación de «Simon Williams» como un zombi. Fue perseguido por la Visión y el Hombre Maravilla en una cueva, y murió al caer del saliente de la cueva. El Segador fue resucitado después por Nekra como un zombi, pero él creía estar vivo. El zombi luchó con el Hombre Maravilla y Magneto, pero cuando se dio cuenta de que estaba realmente muerto, «murió» de nuevo como resultado.
Mucho más tarde, el Segador fue resucitado por el viajero en el tiempo Immortus como un miembro de su Legión de los No-Vivos. El Segador luchó con el Hombre Maravilla, y «murió» de nuevo al romperse el cuello. Fue resucitado después por Nekra como un zombi otra vez, esta vez bajo la condición de que absorbiera fuerza vital de un humano cada 24 horas. Mató a Nekra como su primera víctima, y luego luchó con el Hombre Maravilla antes de escapar. Se enfrentó al Hombre Maravilla y al Mandril, y escapó otra vez. La hoz fue fusionada a su brazo por Ultrón, quien formó una alianza con él.
El Segador fue restaurado más tarde a la vida por la magia de la Bruja Escarlata. Cuando Ultrón intentó crear una nueva «familia» para sí mismo, el Segador fue secuestrado como una de las seis personas que más se aproximaron a ser la «familia» de Ultrón - los otros eran Hank Pym, la Avispa, la Visión, la Bruja Escarlata, y Hombre Maravilla. Ultrón consideró al Segador como la primera conexión humana que había hecho, aparte de su padre, así como sus conexiones con Hombre Maravilla y la Visión. Mientras que la Visión distrajo a Ultrón, Eric fue capaz de escapar de sus ataduras y liberar a los otros prisioneros, aunque posteriormente huyó, informando a la Visión de que sólo liberó a los demás para salvarse a sí mismo en vez de cualquier otro objetivo más noble.
Segador reapareció durante las secuelas de la Guerra Secreta que había sido organizada por Nick Fury contra Latveria. Estuvo entre los supervillanos que habían adquirido tecnología mejorada gracias a la dictadora latveriana Lucia von Bardas y enviados a atacar a los héroes que habían participado en la Guerra Secreta de Furia.
El Segador fue aparentemente uno de los muchos villanos que escaparon de la prisión de La Balsa durante Los Nuevos Vengadores #1-3. Estando en libertad por varios meses, el Segador fue localizado finalmente por el Capitán América y Cable durante la historia de Guerra Civil. Capitán América y Cable derribaron al Segador con la ayuda de sus otros amigos. Fue encontrado atado a un poste junto con el Buitre. Fue una vez más puesto en custodia por S.H.I.E.L.D.
Al final de Héroes de Alquiler #6, Segador se alía con el Hombre Mono y el Saboteador.
Durante la historia de Reino Oscuro, Segador más tarde formó una nueva formación de la Legión Letal como parte de un plan en contra de Norman Osborn, después del ascenso al poder de Osborn. El equipo es finalmente derrotado por los Vengadores Oscuros y los agentes de HAMMER y encarcelados en La Balsa. Una vez allí, el Segador es apuñalado en el corazón por un preso leal a Osborn, y tiene que someterse a una operación. También se revela que su hermano Simon es miembro de la Legión, también preso en la Balsa. El Segador murió como resultado de la puñalada.
Durante la historia de Guerra de Caos, Segador regresa de la muerte después de los sucesos en los reinos de la muerte y se convierte en un siervo de Amatsu-Mikaboshi. Él y Nekra combaten a los «Vengadores Muertos» (Capitán Marvel I, Grito de Muerte, Doctor Druid, Espadachín I, Visión I, y Chaqueta Amarilla II). Se las arregla para matar a la mayoría de ellos a excepción de Espadachín y Chaqueta Amarilla. Segador y Nekra son asesinados cuando Visión se autodestruye.
Como parte del relanzamiento «Marvel NOW!» de 2012-2013, aparece con vida y ataca la rueda de prensa del debut de Escuadrón de Unidad de los Vengadores, que afirma que ahora no puede morir. Aparentemente es asesinado por Rogue golpeándolo más fuerte de lo esperado después de absorber los poderes del Hombre Maravilla. Él es restaurado a la vida por una Semilla de Muerte Celestial y es reclutado por los Mellizos del Apocalipsis como parte de sus nuevos Jinetes de la Muerte. Ataca a Simón, derrotando y capturando a su hermano. Segador destruye la Tierra y ayuda a teletransportar a todos los mutantes al Planeta X. Después de que los Mellizos de Apocalipsis son derrotados, Grim Reaper escapa con Daken.
Más tarde, regresa para lanzar un ataque sorpresa contra la nueva familia sintetizada de la Visión. La Visión no está presente en ese momento, y Segador puede lesionar gravemente a Viv, la hija de la Visión. Virginia, la esposa de Visión, es capaz de defenderse, pero accidentalmente mata a Segador en el proceso, un hecho que oculta a su esposo. Su cuerpo está enterrado en el patio trasero de la casa suburbana de la Visión, hasta que es descubierto por el perro del vecino, quien accidentalmente se electrocuta hasta la muerte al morder la guadaña de Segador. El descubrimiento alerta a Vision sobre el cuerpo y lo envía a una ira de corta duración en la que destruye el hogar familiar. En última instancia, Visión decide mantener en secreto la muerte de Segador, para proteger a su familia de las consecuencias legales y la posible reacción violenta de sus compañeros Vengadores. El cuerpo se muestra para ser eliminado del patio trasero.
Durante la historia de «Damnation», Segador revive cuando Doctor Strange usa su magia para restaurar Las Vegas.

## Poderes y habilidades
Originalmente, el Segador era un villano puramente basado en tecnología sin habilidades sobrenaturales innatas. La tecno-guadaña que utiliza como su arma característica fue diseñada por el Chapucero. Llevaba la guadaña en la mano derecha y tenía la habilidad de hacer girar la hoja a una velocidad muy rápida, haciendo al arma utilizable como una sierra circular de hélice de alta velocidad, un escudo antimisiles, y un helicóptero improvisado. También puede disparar ráfagas de poder electromagnético y gránulos de gas anestésico, y dispensar descargas eléctricas paralizantes al contacto. La guadaña también estaba equipada con un generador de frecuencia cerebral capaz de inducir un coma profundo y revivir a sus víctimas.
El Segador más tarde obtuvo algunas habilidades relacionadas con la magia: podía reanimar las almas y los cuerpos de los muertos, ya fuera a través del entrenamiento vudú recibido de Garra Negra o los poderes que le concedió la Lloigoroth. El Segador también ha realizado diversas hazañas basadas en magia, incluyendo pero no limitadas a teletransportarse a sí mismo y a otros, convocar demonios, crear ilusiones, y visión clarividente.
La fuerza física del Segador está sobrenaturalmente aumentada ligeramente más allá de las limitaciones naturales del cuerpo humano. Además, su mano derecha ha sido amputada y reemplazada con una hoz aparentemente mágica. La hoz está mágicamente afilada y es capaz de rayos de energía (como la original), pero también ha sido utilizada para drenar la energía.
En cierto momento, el Segador había muerto y volvió a la vida por Nekra como un zombi. Sufrió pérdida de cabello, y tenía cutis cetrino en diversas etapas de descomposición. En este estado zombi, tenía la habilidad de absorber las fuerzas de la vida humana para sostener la suya, y fue capaz de absorber la fuerza de la vida humana a través de su hoz. Necesitaba absorber una fuerza vital humana una vez cada 24 horas para permanecer «vivo» como un zombi.

## Otras versiones
- En la miniserie de la Tierra X de 1999, una versión alternativa de Eric Williams aparece en el Reino de los Muertos.[35]
- En la miniserie de cruce JLA / Avengers de 2003 a 2004, Segador se muestra en una historia de fondo de la Liga de la Justicia y de los equipos de los Vengadores. En una historia, él y la Llave robaron la Corona Serpiente y secuestraron a Zatanna y Mantis para usarlos como una clave para el poder celestial.[36] Más tarde, se le muestra cerca del final de la batalla de los héroes contra el ejército de villanos de Krona, donde es derrotado por Superman.
- El Segador no ha aparecido en MC2, pero su guadaña fue utilizada por Kevin Masterson en Avengers Next #5.[37]
- En The Last Avengers Story, William Maximoff, el hijo de Vision y la Bruja Escarlata, creció para ser conocido como el Segador. Se alió con Kang y Ultron en contra de los Vengadores. Usaba magia y tenía una hoz.[38]

## En otros medios

### Televisión
- El Segador aparece The Avengers: United They Stand con la voz de Allan Royal. Esta versión llevaba una armadura de cuerpo completo y un casco con una pintura similar a una calavera, y su relación con el Hombre Maravilla está intacta. Fue visto en el episodio «El aprendiz de la hechicera».
- El Segador aparece en The Avengers: Earth's Mightiest Heroes con la voz de Lance Henriksen. Además de ser el hermano del Hombre Maravilla y uno de los enemigos de Los Vengadores, esta encarnación es un miembro de HYDRA y uno de los tenientes del Barón Strucker. Se lo ve en los episodios «Nace Iron Man», «La Fuga» Parte 1, «Leyenda Viviente», «Todo es maravilloso», «La misión de la pantera», y «La picadura de la viuda».
- El Segador aparece en Iron Man: Armored Adventures. Esta versión se representa como un cruce entre un faraón egipcio y la personificación de la muerte del Segador. En el episodio «La Búsqueda del Mandarín», aparece como un Guardián de uno de los Anillos Makulan. Como tutor de Makulan, la habilidad principal de Segador es forzar a sus víctimas a alucinaciones basadas en sus peores pesadillas.
- El Segador aparece en Avengers Assemble, con la voz de Roger Craig Smith.[39]
  - En la primera temporada, episodio 13, «En el Fondo», él y Calavera son capturados por los Vengadores, de modo que Iron Man y el Capitán América pueden hacerse pasar por los dos para infiltrarse en la Camarilla.
  - En la segunda temporada, episodio 2, «Thanos Ataca», Segador asalta a un ejército para llegar a sus controles de misiles para destruir la Torre de los Vengadores y la mitad de Manhattan. Se las arregló para derribar a Iron Man con un EMP. Sin embargo, Arsenal contiene la explosión de misiles. La armadura de Iron Man reinicia al tiempo para derrotar al Segador.
- El Segador aparecerá en Wonder Man (2025), interpretado por Demetrius Grosse.[40]

### Película
- Segador hace una aparición sin acreditar en Avengers Confidential: Black Widow & Punisher. Él aparece como comprador de la organización Leviathan que planea subastar la tecnología S.H.I.E.L.D. robada. Participa brevemente en la batalla final con los Vengadores, pero es rápidamente derrotado por Thor.

### Videojuegos
- En Captain America and the Avengers, lanzado como una consola de arcade y para las Sega Genesis y SNES, el Segador es un jefe al final de la etapa 2.
- Segador aparece como un mini-jefe en Marvel: Ultimate Alliance 2, con la voz de Rick D. Wasserman.
- Segador aparece como un jefe en el juego de Facebook Marvel: Avengers Alliance.
- Segador aparece como un jefe en el MMORPG Marvel Heroes, con la voz de Robin Atkin Downes.
- Segador aparece como un personaje jugable en Lego Marvel Vengadores.